# Уоллес, Ричард (режиссёр)
Ричард Уоллес (англ. Richard Wallace) (26 августа 1894 года — 3 ноября 1951 года) — американский кинорежиссёр, известный своими работами 1930-40-х годов.
Уоллес начинал свою кинокарьеру как монтажёр, а в 1920-е годы работал режиссёром короткометражных комедий на студии «Юнивёрсал», у Мака Сеннета и Хэла Роуча. Затем, в течение многих лет Уоллес работал на «Парамаунт» «в качестве режиссёра не вполне категории А, а скорее В».
По мнению Хэла Эриксона, «хотя Уоллес был умелым постановщиком мелодрам, таких как „Служитель“ (1934) с Кэтрин Хэпбёрн и „Женщина Джона Мида“ (1937) с Эдвардом Арнольдом, он был не менее искусен и в жанре детектива с такими фильмами, как „Незабываемая ночь“ (1942). Но самыми знаковыми фильмами Уоллеса были комедии, особенно „Девушка, парень и моряк“ (1941), продюсером которой был Гарольд Ллойд, и „Оно в чемодане!“ (1945)».
По информации IMDB, к числу наиболее популярных фильмов Уоллеса относятся также авантюрная комедия «Молодая сердцем» (1938), фильмы нуар «Падший воробей» (1943) и «Подставленный» (1947), военная драма «Бомбардир» (1943), приключенческий фильм «Синдбад-мореход» (1947) и драма «Магнат» (1947).

## Первые годы жизни. Начало карьеры в кино
Ричард Уоллес родился 26 августа 1894 года в Сакраменто, штат Калифорния, США.
С 14 лет Уоллес работал киномехаником. В 18 лет он поступил в Медицинский колледж Раш в Чикаго, «а когда деньги кончились, был вынужден браться за любую работу, которая подворачивалась под руку».
Затем Уоллес отправился в Лос-Анджелес, где стал работать монтажёром на студиях «Трайэнгл» и «Робертсон-Коул». Отслужив в войсках связи Армии США во время Первой мировой войны, Уоллес вернулся в Лос-Анджелес, где получил работу монтажёра на студии «Фокс».
В начале 1920-х годов Уоллес перешёл на студию Мака Сеннета, где стал работать в отделе монтажа. Генеральный директор Сеннета Ф.Ричард Джонс проникся симпатией к Уоллесу, и, уходя к конкуренту Сеннета Хэлу Роучу, забрал Уоллеса с собой. В компании Роуча Уоллес вырос до режиссёра короткометражных фильмов, часто работая в сотрудничестве с ещё одним протеже Джонса, Стэном Лорелом.

## Режиссёрская карьера

### Фильмы 1920-30-х годов
В 1926 году Уоллес поставил свой первый полнометражный фильм, романтическую комедию «Синкопирующая Сью» (1926).
Первой заметной режиссёрской работой Уоллеса стала мелодрама «Увольнение на семь дней» (1930), в которой Гэри Купер играет раненого солдата времён Первой мировой войны, которого шотландская вдова (Берил Мерсер) принимает за своего сына. На следующий год последовала криминальная драма «Удар» (1931) о бывшем заключённом (Реджис Туми), который пытается встать на путь исправления, однако оказывается подставленным в преступлении, и лишь с помощью жены (Клара Боу) ему удаётся выйти из опасной ситуации. В мелодраме «Человек из высшего общества» (1931) путешествующая с богатым дядей и женихом молодая девушка (Кэрол Ломбард) в Париже заводит роман с писателем (Уильям Пауэлл), который оказывается шантажистом.
В мелодраме «Двойник» (1933) Рональд Колман исполняет две роли — порочного, страдающего наркозависимостью депутата парламента, и его двоюродного брата, положительного журналиста, который соглашается временно подменить кузена, и который, как выясняется, справляется с его обязанностями куда лучше. Действие мелодрамы «Служитель» (1934) происходит в небольшом шотландском городке в 1840-е годы, где молодой священник (Джон Бил) влюбляется в страстную и благородную девушку, выдающую себя за цыганку (Кэтрин Хэпбёрн).
Во второй половине 1930-х годов вслед за романтической комедией «Свадебный подарок» (1936) с участием Джоан Беннетт и Кэри Гранта последовала комедия «Молодая сердцем» (1938), в которой супружеская пара мошенников на доверии и их дети на Французской Ривьере обхаживают богатых клиентов, в конце концов, знакомясь с пожилой дамой, под влиянием которой начинают постепенно меняться, главные роли в картине сыграли Джанет Гейнор, Дуглас Фэрбенкс-младший и Полетт Годдар.

### Фильмы 1940-х годов
В 1940-е годы Уоллес продолжал работать в широком жанровом диапазоне. Вслед за романтической комедией «Девушка, парень и моряк» (1941) с участием Джорджа Мерфи, Люсиль Болл и Эдмонда О’Брайена, продюсером которой был знаменитый комик Гарольд Ллойд, последовал комедийный детектив «Незабываемая ночь» (1942) о молодой супружеской паре (Лоретта Янг и Брайан Ахерн), которая въезжает в новую квартиру в Гринвич-Виллидж, обнаруживая там труп и ещё множество загадок.
Сделанная в полу-документальном стиле военная драма «Бомбардир» (1943) с участием Пэта О’Брайена и Рэндольфа Скотта была посвящена подготовке группы офицеров военно-воздушных сил для высокоточного бомбометания на бомбардировщиках, завершаясь кульминационным воздушным сражением. В том же году вышел нуаровый шпионский триллер «Падший воробей» (1943), в котором бывший заключённый нацистского лагеря времён Гражданской войны в Испании (Джон Гарфилд), по возвращении на родину в 1940 году сталкивается с нацистской шпионской сетью, которая пытается выведать у него важные тайны, используя для этого, в частности, коварную красавицу (Морин О’Хара). Как написал кинокритик Крейг Батлер, в этом фильме Уоллесу удаётся добиться успеха благодаря отличной игре Гарфилда и других актёров, «операторской работе и пугающим теням», и если бы не недостатки сценария, «фильм мог бы стать классикой жанра».
Поставленная по мотивам романа Ильфа и Петрова «Двенадцать стульев» комедия «Это в чемодане!» (1945) рассказывает об инструкторе циркового манежа (Фред Аллен), который получает наследство, но не знает, в каком из стульев оно спрятано. За ней последовали романтическая комедия «Из-за него» (1946) с участием Дины Дурбин и Франшо Тоуна, а также три «подростковых» комедии с участием подросшей актрисы-ребёнка Ширли Темпл: «Поцелуй и скажи» (1945), «Приключение в Балтиморе» (1948) и её последний фильм для большого экрана «Поцелуй для Корлисс» (1949). В съёмках популярной сказочной мелодрамы о приключениях ближневосточного мореплавателя «Синдбад-мореход» (1947) приняли участие актёры Дуглас Фэрбенкс-младший, Морин О’Хара, Уолтер Слезак и Энтони Куинн.
В 1947 году Уоллес поставил два своих последних «серьёзных» фильма — «Подставленный» (1947) и «Магнат» (1947). Герой фильма нуар «Подставленный» (1947), горный инженер в поисках работы (Гленн Форд), оказывается в небольшом городке, где попадает в сети страсти, преступления и обмана, тщательно расставленные роковой женщиной (Дженис Картер). Как написал кинокритик Ханс Джей Волленстейн, фильм «является захватывающим образцом фильма нуар 1940-х годов в лучшем проявлении этого жанра: он сделан экономными средствами, отличается атмосферической операторской работой и более чем квалифицированной актёрской игрой». В приключенческой мелодраме «Магнат» (1947) инженер (Джон Уэйн) получает от крупного магната (Седрик Хардвик) заказ на строительство железной дороги к его горнорудным шахтам в Андах, сталкиваясь с равнодушием заказчика к людям и его готовностью экономить на безопасности. В дополнение ко всем проблемам инженер влюбляется в дочь магната (Лорейн Дэй).

## Общественная и личная жизнь
Уоллес был членом-основателем Гильдии режиссёров Америки.
Уоллес был женат один раз и имел двоих приёмных детей.
Ричард Уоллес умер 3 ноября 1951 года в Лос-Анджелесе.

## Фильмография
- 1926 — Синкопирующая Сью / Syncopating Sue
- 1926 — Растрёпанная роза / Raggedy Rose
- 1927 — Квартиры МакФэддена / McFadden’s Flats
- 1927 — Глупец / The Poor Nut
- 1927 — Американская красота / The American Beauty
- 1927 — Техасский вол / A Texas Steer
- 1928 — Масло и яичный человек / The Butter and Egg Man
- 1928 — Банальный ангел / The Shopworn Angel
- 1929 — Невинные Парижа / Innocents of Paris
- 1929 — Река романса / River of Romance
- 1930 — Увольнение на семь дней / Seven Days Leave
- 1930 — Право любить / The Right to Love
- 1931 — Человек из высшего общества / Man of the World
- 1931 — Удар / Kick In
- 1931 — Дорога в Рино / The Road to Reno
- 1932 — Завтра и завтра / Tomorrow and Tomorrow
- 1932 — Гром внизу / Thunder Below
- 1933 — Двойник / The Masquerader
- 1934 — Восемь девушек в лодке / Eight Girls in a Boat
- 1934 — Служитель / The Little Minister
- 1936 — Свадебный подарок / Wedding Present
- 1937 — Женщина Джона Мида / John Meade’s Woman
- 1937 — Цветение на Бродвее / Blossoms on Broadway
- 1938 — Молодая сердцем / The Young in Heart
- 1939 — Маленький щенок / The Under-Pup
- 1940 — Внимание капитана / Captain Caution
- 1941 — Девушка, парень и моряк / A Girl, a Guy, and a Gob
- 1941 — Она знала все ответы / She Knew All the Answers
- 1942 — Обязательная молодая дама / Obliging Young Lady
- 1942 — Жена отправляется в полёт / The Wife Takes a Flyer
- 1942 — Незабываемая ночь / A Night to Remember
- 1943 — Бомбардир / Bombardier
- 1943 — Падший воробей / The Fallen Sparrow
- 1943 — Моё королевство для повара / My Kingdom for a Cook
- 1944 — Невеста по ошибке / Bride by Mistake
- 1945 — Оно в чемодане! / It’s in the Bag!
- 1945 — Поцелуй и скажи / Kiss and Tell
- 1946 — Из-за него / Because of Him
- 1947 — Синдбад-мореход / Sinbad, the Sailor
- 1947 — Подставленный / Framed
- 1947 — Магнат / Tycoon
- 1948 — Давай немного поживём / Let’s Live a Little
- 1949 — Приключение в Балтиморе / Adventure in Baltimore
- 1949 — Поцелуй для Корлисс / A Kiss for Corliss